# Einsatzgruppe zur besonderen Verwendung
Einsatzgruppe zur besonderen Verwendung – specjalna grupa operacyjna (Einsatzgruppen) złożona z funkcjonariuszy niemieckiej policji bezpieczeństwa i policji porządkowej, operująca podczas kampanii wrześniowej na terenach Górnego Śląska, Małopolski i Podkarpacia.
Einsatzgruppe z. b. V. została utworzona 3 września 1939. Dowódcą grupy był SS-Obergruppenführer Udo von Woyrsch. Początkowo jej zadaniem miała być pacyfikacja terenów przedwojennego województwa śląskiego, ogarniętych rzekomo „polskim powstaniem”. 10 września 1939 grupa von Woyrscha została jednak przerzucona nad San, gdzie przeprowadzała brutalne pogromy i wysiedlenia ludności żydowskiej. W trakcie kampanii wrześniowej oraz w pierwszych miesiącach niemieckiej okupacji funkcjonariusze Einsatzgruppe z. b. V. dokonali licznych zbrodni na Polakach i Żydach, spośród których wymienić należy przede wszystkim masakry w Będzinie i Przemyślu.

## Geneza
W zamyśle Hitlera wojna z Polską miała służyć nie tylko realizacji celów politycznych, lecz również celów natury narodowościowej i światopoglądowej. Na tajnej konferencji z udziałem najwyższych dowódców Wehrmachtu, która odbyła się 22 sierpnia 1939 w Obersalzbergu, Führer wprost zakomunikował swoim generałom, że celem inwazji nie będzie „osiągnięcie określonej linii”, lecz „zniszczenie Polski bez reszty”, „usunięcie jej wszystkich żywotnych sił” oraz „fizyczne zniszczenie przeciwnika”. Narzędziem służącym realizacji tych celów miały być w pierwszym rzędzie tzw. Einsatzgruppen – specjalne grupy operacyjne SD i policji bezpieczeństwa posuwające się w ślad za oddziałami regularnej armii. Zgodnie z oficjalnymi wytycznymi zadaniem Einsatzgruppen było: „zwalczanie wszystkich wrogich Rzeszy i Niemcom elementów na tyłach walczących wojsk”, „ujęcie osób niepewnych pod względem politycznym” (zwłaszcza figurujących w tzw. Sonderfahndungsbuch Polen), „konfiskata broni, zabezpieczenie akt ważnych dla policji […] ujęcie uciekinierów”. Niemieckie plany przewidywały początkowo, iż każdej z pięciu armii Wehrmachtu, wyznaczonych do udziału w inwazji, zostanie przyporządkowana jedna grupa operacyjna SD i policji bezpieczeństwa.
W planach inwazji wiele uwagi poświęcono Górnemu Śląskowi. Dużą wagę przywiązywano bowiem do przechwycenia w możliwie nienaruszonym stanie tamtejszych hut, kopalń i zakładów przemysłowych. Ponadto opierając się na doświadczeniach z okresu powstań śląskich niemieckie dowództwo obawiało się, iż region ten może stać się ośrodkiem szczególnie nasilonej działalności partyzanckiej. Wypadki z pierwszych dni wojny zdawały się potwierdzać niemieckie obawy. W raportach wkraczających na Górny Śląsk oddziałów Wehrmachtu niemal od razu zaczęły się bowiem pojawiać informacje o licznych atakach polskich „powstańców”. O ile jednak w działaniach wojennych na terenach województwa śląskiego rzeczywiście uczestniczyły polskie formacje paramilitarne, o tyle prowadziły one przede wszystkim walkę z niemieckimi oddziałami dywersyjnymi, a po opuszczeniu Śląska przez regularne jednostki Wojska Polskiego w znacznej części wycofały się na wschód. W większości wypadków rzekomymi „partyzantami” okazywali się żołnierze z rozbitych i rozproszonych jednostek Wojska Polskiego, pozostający na tyłach nieprzyjaciela na skutek szybkich postępów niemieckiej ofensywy. Nierzadkie były także sytuacje, gdy rzekome „ataki partyzantów” okazywały się przypadkowymi strzelaninami, spowodowanymi nerwowością niedoświadczonych rekrutów. Ogarnięte „partyzancką psychozą” niemieckie dowództwo potraktowało jednak pogłoski o wybuchu „polskiego powstania” jak najbardziej poważnie. 3 września 1939 Generalny Kwatermistrz Wojsk Lądowych, gen. Eduard Wagner, odnotował: „Wszędzie na Górnym Śląsku toczą się ciężkie walki z bandami, które można złamać tylko drakońskimi posunięciami”. Tego samego dnia szef sztabu generalnego Naczelnego Dowództwa Wojsk Lądowych (OKH), gen. Franz Halder, uznał, że walcząca na południowym odcinku frontu 14. Armia „potrzebuje policji dla rejonów tyłowych”. Na tyłach tej armii operowała co prawda dowodzona przez SS-Brigadeführera Bruno Streckenbacha Einsatzgruppe I; jej siły uznano jednak za niewystarczające.
Pod wpływem doniesień o „polskim powstaniu” ogarniającym Górny Śląsk, Reichsführer-SS Heinrich Himmler podjął decyzję o powołaniu kolejnej Einsatzgruppe. Już 2 września zatelefonował osobiście do SS-Obergruppenführera Udo von Woyrscha – doświadczonego oficera SS, członka swojego osobistego sztabu – polecając mu udać się niezwłocznie do prezydium policji w Gliwicach. Na miejscu von Woyrsch otrzymał telegram, w którym Reichsführer-SS nakazywał mu „radykalne stłumienie wszelkimi dostępnymi środkami powstania Polaków rozpoczynającego się na dopiero co zajętych terenach Górnego Śląska” (3 września).

## Struktura i skład osobowy
Nowa grupa operacyjna otrzymała nazwę Einsatzgruppe zur besonderen Verwendung (pol. „Grupa operacyjna specjalnego przeznaczenia”); w niektórych dokumentach figurowała także jako Einsatzgruppe von Woyrsch. W składzie grupy znalazły się cztery bataliony policji porządkowej oraz specjalne komando policji bezpieczeństwa (Sonderkommando).
Liczącym 350 funkcjonariuszy komandem policji bezpieczeństwa dowodził SS-Oberführer Otto Rasch – dotychczasowy inspektor SD i policji bezpieczeństwa (IdS) w Protektoracie Czech i Moraw. Jego jednostka podzielona była na dwa mniejsze pododdziały (bez osobnych numerów):
- pierwszym pododdziałem dowodził SS-Obersturmbannführer Otto Hellwig – komendant szkoły oficerów policji bezpieczeństwa w Berlinie-Charlottenburgu. Funkcję jego zastępcy pełnił inny pracownik tej szkoły, SS-Hauptsturmführer dr Jakob Seinsche. W składzie pododdziału Hellwiga znaleźli się kadeci z bieżącego rocznika kierowanej przezeń szkoły oficerskiej, a także funkcjonariusze Gestapo odkomenderowani z placówek w Magdeburgu, Wiedniu, Reichenbergu, Hildesheim, Norymberdze i Wesermünde[13].
- drugim pododdziałem dowodził SS-Standartenführer dr Hans Trummler – komendant szkoły policji granicznej w Pretzsch. W składzie jednostki znaleźli się instruktorzy oraz kadeci z bieżącego rocznika szkoły w Pretzsch, a także funkcjonariusze odkomenderowani z podrejonu SD w Opolu (SD-Unterabschnitt Oppeln)[14].

Dowództwo nad czterema batalionami policyjnymi sprawował początkowo pułkownik policji dr Friedrich Wolfstieg (komendant policji porządkowej przy VIII Korpusie Armijnym). Wkrótce zastąpił go jednak pułkownik Karl Brenner – kierownik policyjnej szkoły sportowej w Berlin-Spandau.

## Działania Einsatzgruppe z. b. V.

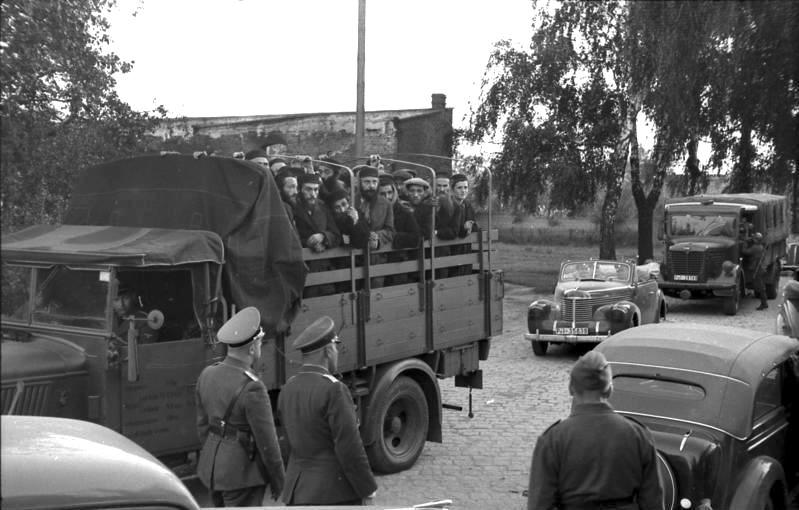
Polscy Żydzi aresztowani przez funkcjonariuszy Einsatzgruppen. Wrzesień 1939

Sztab von Woyrscha wraz z czterema batalionami policyjnymi zebrał się w Gliwicach, podczas gdy Sonderkommando policji bezpieczeństwa zajęło pozycje wyjściowe w Opolu. 6 września jednostka Rascha wkroczyła do Katowic. Sztab Einsatzgruppe z. b. V. dotarł tam już następnego dnia. Bataliony policyjne operowały na Górnym Śląsku oraz w Zagłębiu Dąbrowskim (m.in. w rejonie Sosnowca i Będzina). Początkowo Einsatzgruppe z. b. V. pozostawała podporządkowana dowództwu VIII Korpusu Armijnego.
Tymczasem już 4 września generalny kwatermistrz 14. Armii depeszował, iż „Gruppenführer Woyrsch wraz z 4. batalionem policji […] zaprowadza porządek w polskiej części Górnego Śląska”. Z kolei dwa dni później gen. Halder odnotował z satysfakcją, iż: „policyjny walec [podąża] za wojskiem”. Podobnie jak to miało miejsce wcześniej w przypadku Einsatzgruppe I, głównym zadaniem Einsatzgruppe z. b. V. było początkowo dokonywanie aresztowań oraz likwidacja byłych powstańców śląskich, członków organizacji krzewiących polskość oraz przedstawicieli polskiej inteligencji. 9 września grupa von Woyrscha zameldowała berlińskiej centrali operacji „Tannenberg” o przeprowadzeniu rewizji domowych w wielu miejscowościach, w wyniku których aresztowano licznych „powstańców”. Następnego dnia zameldowano, iż prowadzona jest „ożywiona akcja patrolowa”, a duża liczba „powstańców” została zastrzelona. Informacje o kolejnych „akcjach oczyszczających” (niem. Säuberungsaktion) znalazły się także w meldunkach z 13 i 15 września.
Już po kilku dniach Niemcy zorientowali się jednak, że informacje o „polskim powstaniu” na Górnym Śląsku mają niewiele wspólnego z rzeczywistością. 7 września Rasch zameldował, iż „w Katowicach i okolicy nie wystąpiły już poważniejsze rozruchy powstańcze”. W tej sytuacji Himmler postanowił zmienić zakres zadań Einsatzgruppe z. b. V.  i za zgodą Naczelnego Dowództwa Wojsk Lądowych powierzył von Woyrschowi funkcję specjalnego dowódcy policji przy 14. Armii. W piśmie z 7 września, informującym von Woyrscha o tej decyzji, wskazał bez ogródek, iż zadaniem grupy będzie „rozbrojenie i pokonanie polskich band, [dokonywanie] egzekucji”. Z kolei 12 września dowództwo 14. Armii wydało zarządzenie, które precyzowało, iż Einsatzgruppe z. b. V. podlega mu bezpośrednio, a stanowisko von Woyrscha jest równorzędne stanowisku szefa zarządu cywilnego na terytorium wroga. Powtórzono także niemal dosłownie wytyczne Himmlera, wskazując, że zadaniem sił policyjnych von Woyrscha są: „Pokonanie i rozbrojenie polskich band, egzekucje, zatrzymania w bezpośredniej współpracy z szefem zarządu cywilnego w Krakowie i komendantem rejonu tyłowego”.
Zmiana zadań postawionych przed Einsatzgruppe z. b. V. miała prawdopodobnie związek z koncepcjami „rozwiązania kwestii żydowskiej”, rozważanymi w tym okresie przez niemieckie kierownictwo. Dla nazistowskich przywódców, którzy z rasizmu i antysemityzmu uczynili rdzeń swej ideologii, wysoce niedogodna była sytuacja, w której pod niemieckim panowaniem znalazło się ponad 2 mln polskich Żydów. Jeszcze przed zakończeniem kampanii wrześniowej SS-Gruppenführer Reinhard Heydrich, szef służb bezpieczeństwa III Rzeszy, zaproponował, aby wysiedlić polskich Żydów na tereny wschodniej Polski, które zgodnie z zapisami układu Ribbentrop-Mołotow miały znaleźć się pod okupacją ZSRR (plan ten został najprawdopodobniej zaakceptowany przez naczelne dowództwo Wehrmachtu). Jednocześnie chcąc przyspieszyć masowy eksodus ludności żydowskiej do strefy sowieckiej, Niemcy rozpoczęli brutalne pogromy i wysiedlenia. Jedna z najważniejszych ról w tej operacji przypadła grupie operacyjnej von Woyrscha.
Do terroryzowania ludności żydowskiej Einsatzgruppe z. b. V. przystąpiła najpierw na terenach Górnego Śląska i Zagłębia Dąbrowskiego. Pod pretekstem, iż Żydzi „ukrywali artykuły pierwszej potrzeby, podnosili ceny i gromadzili srebrne monety”, podwładni von Woyrscha urządzili kilkudniowy pogrom w Będzinie. Spalono wówczas miejscową synagogę oraz zamordowano od 100 do kilkuset Żydów (7–9 września). Kolejnych 98 Żydów, ujętych na terenach powiatu będzińskiego, zamordowano pod Sławkowem. 8 września funkcjonariusze Einsatzgruppe z. b. V. spalili również synagogę w Katowicach.
W dalszej kolejności grupa von Woyrscha, wykonując rozkazy dowództwa 14. Armii, opuściła Górny Śląsk i udała się na wschód (10 września). Odchodząc von Woyrsch samowolnie zabrał ze sobą część działającego dotąd niezależnie 3. pułku policji, przez co ogołocił Katowice oraz okoliczne tereny z jednostek policji porządkowej. Fakt ten mocno zirytował dowództwo Wehrmachtu i omal nie spowodował postawienia von Woyrscha przed sądem wojennym. Tempo przemarszu Einsatzgruppe z. b. V. było tymczasem tak wielkie, że momentami wyprzedzała ona nawet pododdziały Einsatzgruppe I, które od już 1 września podążały za dywizjami 14. Armii. 13 września grupa dotarła do Tarnowa, a 16 września znajdowała się już w Przemyślu. Od 11 września siedzibą von Woyrscha był Kraków.
Szlak przemarszu Einsatzgruppe z. b. V. znaczyły płonące synagogi i masowe egzekucje Żydów. W lesie w pobliżu Wieliczki podwładni von Woyrscha zamordowali trzydziestu Żydów, w Trzebini pięćdziesięciu, a w Krzywczy w powiecie przemyskim – kolejnych czternastu. Wiadomo także, iż 21 września rozstrzelali pod Starym Samborem osiemnastu Żydów oskarżonych o udział w partyzantce. Funkcjonariusze Einsatzgruppe z. b. V. nie stronili przy tym od gwałtów, rabunków oraz rozmaitych form upokarzania i znęcania się nad Żydami. Punktem kulminacyjnym antyżydowskiej „akcji” stała się jednak masakra w Przemyślu. Między 16 a 19 września podwładni von Woyrscha, wsparci przez funkcjonariuszy Einsatzgruppe I, zamordowali w tym mieście co najmniej 500–600 Żydów oraz spalili dwie synagogi i chasydzką klojzę. Była to jedna z największych zbrodni popełnionych przez Niemców podczas kampanii wrześniowej, a zarazem pierwsza zakrojona na tak szeroką skalę masakra Żydów podczas II wojny światowej.
Prawdopodobnie niektórzy stacjonujący w Przemyślu żołnierze Wehrmachtu uczestniczyli w mordowaniu i terroryzowaniu Żydów. Wielu innych głęboko poruszyły jednak dokonywane przez Einsatzgruppen zbrodnie. Major Erich Schmidt-Reichenberg donosił admirałowi Wilhelmowi Canarisowi o „niepokoju wśród żołnierzy powstałym w rejonie operacyjnym 14. Armii wskutek częściowo nielegalnych środków zastosowanych przez grupę operacyjną SS-Oberführera von Woyrscha (masowe rozstrzeliwania, zwłaszcza Żydów)”. W szczególności żołnierzy miał zirytować fakt, że „młodzi ludzie próbują swojej odwagi na bezbronnych, zamiast walczyć na froncie”. Miały miejsce wypadki, gdy owa niechęć przeradzała się w otwartą wrogość, prowadząc wręcz do bójek między żołnierzami a esesmanami. W rezultacie 20 września generalny kwatermistrz Wagner zażądał w imieniu OKH natychmiastowego wycofania Einsatzgruppe z. b. V. ze strefy przyfrontowej. Dwa dni później grupa von Woyrscha wróciła na Górny Śląsk. W międzyczasie kres szerzącej się w szeregach wojska krytyce SS położył dowódca 14. Armii, generał Wilhelm List. W specjalnym rozkazie, wydanym 1 października 1939, ubolewał, że „w wielu miejscach powstała zła atmosfera, która przejawiła się w wypowiedziach oficerów, podoficerów i załóg wobec wszystkich osób noszących polowy mundur SS”. Podkreślił, że siły policyjne kierowane przez Woyrscha „interweniowały bezwzględnie i w poważnym stopniu spełniły swoje zadanie”, a tam gdzie „podobno” doszło do przestępstw, śledztwo pozostaje w toku. List polecił następnie dowódcom podległych sobie jednostek, aby uświadomili żołnierzom, iż dalsza współpraca z Einsatzgruppen leży w interesie wojska.
Po powrocie na Górny Śląsk Einsatzgruppe z. b. V. nadal uczestniczyła w wysiedlaniu ludności żydowskiej. Między innymi 27 października 1939 jej funkcjonariusze odeskortowali transport Żydów z Katowic do Niska. 20 listopada 1939 grupa von Woyrscha wraz z pozostałymi Einsatzgruppen została oficjalnie rozwiązana. Część jej funkcjonariuszy zasiliła kadry nowo utworzonej placówki Gestapo w Katowicach.

## Losy dowódców jednostki

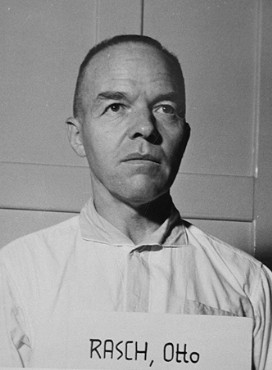
Otto Rasch. Zdjęcie wykonane w alianckiej niewoli

W latach 1940–1944 Udo von Woyrsch sprawował funkcję Wyższego Dowódcy SS i Policji w Dreźnie. Po klęsce Niemiec dostał się do brytyjskiej niewoli. W 1948 roku został skazany na karę 20 lat pozbawienia wolności za udział w zbrodniach popełnionych w trakcie „Nocy długich noży”. W 1952 został zwolniony z więzienia, lecz w 1957 ponownie skazano go na karę 10 lat pozbawienia wolności. Zmarł w 1982 roku.
Po zakończeniu kampanii wrześniowej Otto Rasch objął stanowisko inspektora SD i policji bezpieczeństwa w Królewcu. Nadzorował wówczas m.in. likwidację polskiej inteligencji na wcielonych do Rzeszy obszarach północnego Mazowsza i Suwalszczyzny. Po rozpoczęciu niemieckiej inwazji na ZSRR przez cztery miesiące dowodził Einsatzgruppe C (czerwiec–październik 1941). Jego jednostka wymordowała wówczas dziesiątki tysięcy ukraińskich Żydów – m.in. podczas kilkudniowej masakry w Babim Jarze pod Kijowem. Po wojnie alianci zamierzali osądzić Rascha w tzw. procesie Einsatzgruppen, lecz z przyczyn zdrowotnych okazał się niezdolny do udziału w procesie. W październiku 1948 został zwolniony z więzienia; zmarł miesiąc później.
Po powrocie z Polski dr Hans Trummler pełnił m.in. funkcję dowódcy SD i policji bezpieczeństwa w Metzu i Wiesbaden. Po wojnie został ujęty przez aliantów i w 1946 skazany na karę śmierci za udział w mordzie na wziętych do niewoli amerykańskich lotnikach. Wyrok wykonano w Landsbergu w październiku 1948.
Po zakończeniu kampanii wrześniowej Otto Hellwig pełnił m.in. funkcję inspektora SD i policji bezpieczeństwa w Szczecinie (1941), a następnie Dowódcy SS i Policji w Żytomierzu (1941–1943) i Białymstoku (1943–1944). Po wojnie zamieszkał w Niemczech Zachodnich, gdzie zmarł w 1962 – nigdy nie osądzony za zbrodnie popełnione podczas służby w szeregach SS.